# Mata Café by Bachour
Inaugurado em 5 de dezembro de 2024, o Mata Café by Bachour é um restaurante de alto padrão que serve brunches e almoços, com destaque para suas sobremesas autorais, como bolos, croissants, tortas e folheados. É assinado pelo chef porto-riquenho Antonio Bachour, eleito três vezes o melhor confeiteiro do mundo pelo The Best Chef Awards.
A loja-conceito opera em formato temporário até maio de 2025 na Rua Oscar Freire, nº 1052, onde futuramente será construído o residencial de luxo Allard Oscar Freire, idealizado em parceria com a construtora Gafisa.
Após esse período, o estabelecimento ganhará espaço fixo na '''Cidade Matarazzo''', estabelecendo-se como a primeira operação gastronômica do empreendimento, que contará ainda com mais de 30 restaurantes.
Antonio Bachour possui dois restaurantes em Miami (EUA) e um em Mérida (México).